# Autodoc
Autodoc ist ein Unternehmen mit Hauptsitz in Berlin. Es betreibt Onlineshops für Pkw-, Lkw und Motorrad-Ersatzteile in 27 europäischen Ländern. Zu den Kunden gehören in erster Linie Privatpersonen und kleinere Werkstätten. Das Unternehmen besteht seit 2008 und firmiert seit 2015 unter der Marke Autodoc.

## Geschichte

Logo bis Anfang 2022

2008 gründeten Alexej Erdle, Max Wegner und Vitalij Kungel, alle Spätaussiedler (Wolgadeutsche), das Unternehmen E&S Pkwteile GmbH, mit einem Onlineshop. 2009 wurde der erste Arbeitnehmer eingestellt. Im Jahr 2022 zählt Autodoc europaweit insgesamt 5.000 Mitarbeiter.
In den Anfangsjahren befand sich das Unternehmen in Berlin-Weißensee. Seit 2010 befinden sich die Büro- und Logistikflächen in Berlin-Lichtenberg. Im Jahr 2011 begann die Expansion nach Österreich und in die Schweiz. 2012 folgten Großbritannien, Frankreich, Italien und Spanien.
Ab 2015 firmierte das Unternehmen als Autodoc GmbH. Im Geschäftsjahr 2016 überschritt der Umsatz die Marke von 100 Millionen Euro, 2017 erreichte er mehr als 250 Millionen Euro. 2018 nahm Autodoc auch Ersatzteile für Lastkraftwagen und andere Nutzfahrzeuge ins Sortiment auf. Im Jahr 2021 überschritt der Jahresumsatz erstmals eine Milliarde Euro. Im Jahr 2023 erreichte AUTODOC einen Umsatz von 1,3 Milliarden Euro.
Das Unternehmen ist nach eigenen Angaben der europaweit umsatzstärkste Onlinehändler für Autoersatzteile. Unabhängig von der Branche zählte das Unternehmen nach einer Auswertung der Financial Times im Jahr 2018, gemessen am Umsatz, zu den am schnellsten wachsenden Unternehmen in Europa. Dieses Wachstum erfolgte ohne Fremdfinanzierung.

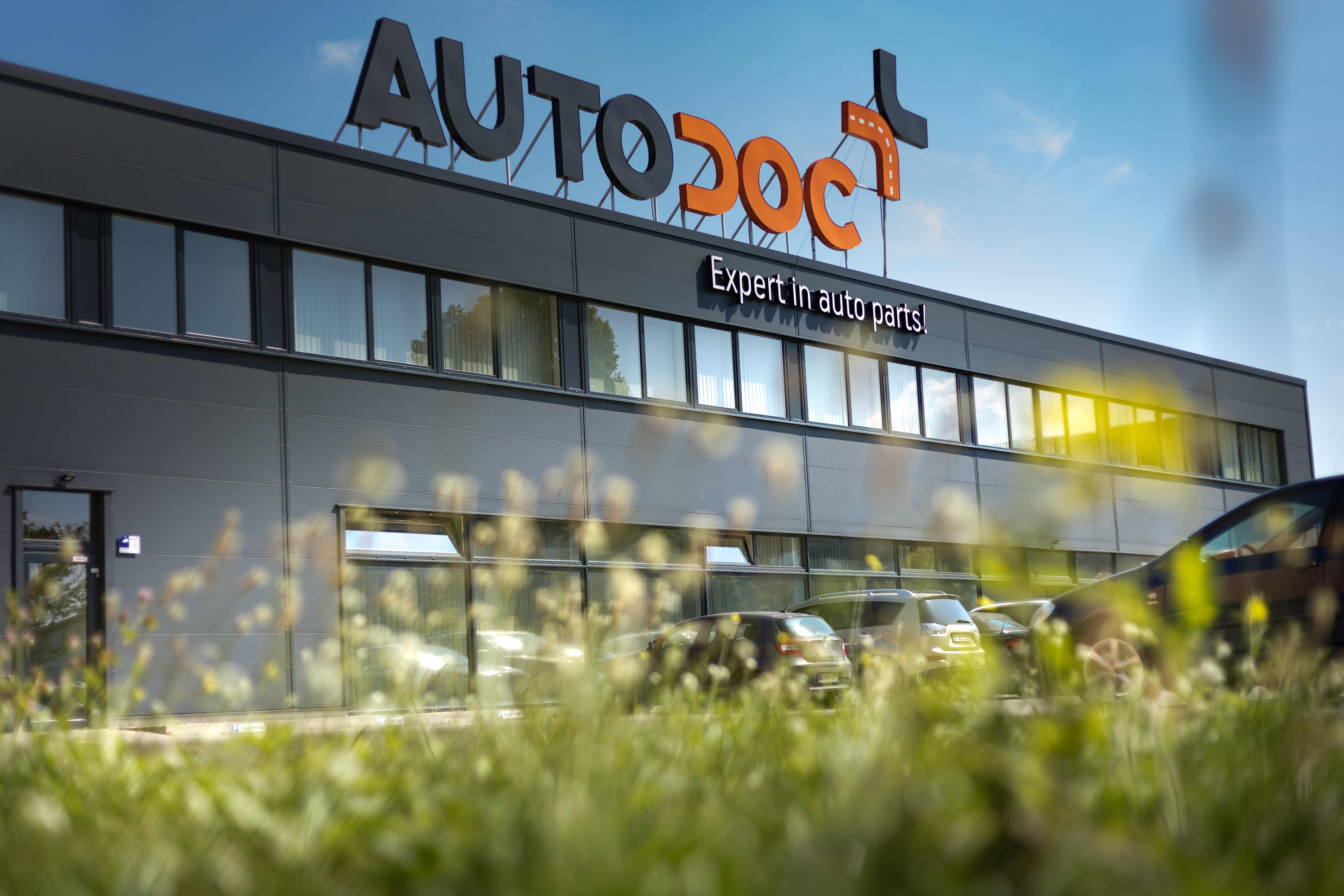
Hauptsitz in Berlin-Lichtenberg (2020)

Seit Juni 2019 besitzt Autodoc eine Repräsentanz am Berliner Kurfürstendamm 22 (Kranzler-Eck). Der Standort in Berlin-Lichtenberg bleibt weiterhin der Hauptsitz des Ersatzteilehändlers.
Autodocs größter Logistikstandort wurde Ende 2022 im polnischen Stettin fertiggestellt. Im ersten Schritt eröffnete Autodoc 2018 einen Umschlagplatz im Stettiner Ortsteil Załom-Kasztanowe nahe der polnischen Autobahn A6. Im September 2020 folgte ein neues, halbautomatisches Distributionszentrum. Das im Dezember 2022 in Betrieb genommene Logistikzentrum komplettiert den Stettiner Standort und erweitert die dortigen 26.700 Quadratmeter Lagerfläche um weitere 40.000 Quadratmeter. In Stettin beschäftigt Autodoc derzeit fast 2.000 Mitarbeiter. Im Jahr 2021 entschied sich das Unternehmen einen dritten Lager- und Logistikstandort im tschechischen Cheb aufzubauen.
Im September 2021 änderte das Unternehmen seine Rechtsform von einer GmbH zu einer Aktiengesellschaft. Seit November 2022 firmiert die Autodoc AG als Autodoc SE. Das Unternehmen verfügt über Standorte in Deutschland, Polen, Tschechien, Ukraine, Moldawien, Frankreich und Portugal.

## Sonstiges
Das Sortiment des Unternehmens umfasst rund 4,8 Millionen Pkw-, Lkw- und Motorrad-Ersatzteile aus den Bereichen Motor, Fahrwerk, Licht, Elektrik, Lüftung und Bereifung.
2019 war Autodoc offizieller Partner der FIA World Rally Championship (WRC) und Sponsor bei allen europäischen Läufen. 2018 war Autodoc offizieller Partner der ADAC Rallye Masters.

## Kontroverse
Im August 2019 berichtete die New York Times in einem Artikel über internationale Einflüsse auf die Entwicklung rechtsextrem-nationalistischer Strömungen am Beispiel Schwedens über Anzeigen der Firma Autodoc auf diversen schwedischen Webseiten des „Alt-Right“-Spektrums sowie auf anderen extremistischen Websites in Deutschland, Ungarn, Österreich und anderen europäischen Ländern. Daneben seien unter einer nur über  Eingabe der direkten URL abrufbaren Unterseite der Autodoc-Website Artikel in unterschiedlichen Sprachen mit zum Teil kontroversen gesellschaftlichen Themen abrufbar gewesen. In Folge wurde ein Autodoc-Sponsoring von Berliner Schulen mit Warnwesten für Erstklässler durch den Berliner Senat beendet.
Autodoc bestätigte die Anzeigenschaltung, habe von den beiden Vorgängen aber zunächst nichts gewusst, sondern erst aus der Presse davon erfahren. Die aus Sicht des Unternehmens unerwünschten Bannerschaltungen seien über Drittdienstleister im Jahr 2017 erfolgt und nach Kenntnisnahme durch Autodoc unverzüglich gestoppt worden. Die  Inhalte auf der eigenen Webseite seien, neben anderen, zum Zwecke der Suchmaschinenoptimierung automatisiert und unbeabsichtigt von öffentlich zugänglichen Webseiten übernommen worden. Nach Kenntnis über die Berichterstattung seien diese  Inhalte  umgehend gelöscht und die Praxis beendet worden.
Der RBB fasste die Unternehmensreaktion wie folgt zusammen: „Der ‘New York Times’ sagte der Unternehmenssprecher von Autodoc, Thomas Casper, die Firma habe ‘kein Interesse rechte Medien zu unterstützen’, und ergänzte: ‘Wir sind vehement gegen Rassismus und rechtsextreme Prinzipien’. Das Autodoc-Marketingteam arbeite bei der Online-Werbung mit Drittfirmen zusammen und das Unternehmen habe Kontrollmechanismen verschärft und eine externe Mediaagentur engagiert, mit denen man versuche zu garantieren, dass keine Werbung mehr auf Seiten mit rechtsextremen Inhalt platziert werde.“